# Mestreechs Aajt
Mestreechs Aajt is een Nederlands bier, dat sinds maart 1984 wordt gebrouwen in Gulpen, bij herberg De Zwarte Ruiter (vanaf 1991), door de brouwers van de naastgelegen Gulpener Bierbrouwerij.
Het bier, vernoemd naar 'Maastrichts Oud', is een diep bruin bier met een laag alcoholpercentage.
Mestreechs Aajt is een afstammeling van oerbier, ook wel 'startebier' genoemd. Het bier ontstaat door het in gesloten eikenhouten vaten spontaan te laten gisten. Na een jaar rijping wordt het bier gefiltreerd en versneden met diverse andere bieren, waaronder Gulpener Dort en Gulpener Oud Bruin. Hierdoor ontstaat de kenmerkende lichtrinzige (licht zure) smaak.

## Geschiedenis
De geschiedenis van Mestreechs Aajt gaat terug tot eind 19e eeuw. Een van de vele brouwerijen van Maastricht in die tijd, die gerund werd door de heer J.H. Rutten, brouwde het bier 'Maastrichts Oud'. Na het overlijden van de heer Rutten werd het bedrijf voortgezet door zijn zonen, die naast brouwer ook handelslieden waren. Zij gingen het bier naar Nederlands-Indië exporteren, waar de voornaamste afnemers de militaire kantines waren. De export was mogelijk dankzij de natuurlijke lange houdbaarheid van Maastrichts Oud.
Maastrichts Oud was de bierstijl van Maastricht, maar het verdween aan het eind van de jaren 50 van de twintigste eeuw als gevolg van het verlangen naar pils.